# Deuxième série de pièces allemandes de 2 euros des Länder
Pour les articles homonymes, voir Série de pièces allemandes de 2 euros des Länder.
L'Allemagne a commencé en 2023 une nouvelle série de 16 pièces commémoratives de 2 euros qui doit s'achever en 2038.
Si la première série mettait en avant les monuments emblématique de chaque État, cette seconde série s'attachera à mettre en lumière l'identité culturelle et les particularités régionales des différents Länder.
Les pièces sont émises à raison d'une par année. L'année d'émission des pièces coïncide avec la présidence au Bundesrat du Land concerné. 

## Pièces émises
| Année | Land                               | Dessin | Description | Photo                                    |
| 2023  | Hambourg                           |        | La Philharmonie de l'Elbe Vue de la Philharmonie de l'Elbe à Hambourg vue depuis l'Elbe. En haut à gauche, le millésime 2023 au-dessous de l'initiale du pays émetteur D (pour Deutschland). En bas, la légende HAMBURG (Hambourg). L'anneau externe de la pièce comporte les douze étoiles du drapeau européen. |                                          |
| 2024  | Mecklembourg-Poméranie-Occidentale |        | Le Königsstuhl du parc national de Jasmund Gravure sur tranche : 30 millions de pièces émises. | Les falaises du parc national de Jasmund |

## Pièces à venir
| Année | Land  | Dessin | Description                                                               | Photo           |
| 2025  | Sarre |        | La Boucle de la Sarre Gravure sur tranche : 30 millions de pièces émises. | La Saarschleife |